# Kawakaze (1937)
El Kawakaze (江風 viento fluvial?) fue el octavo destructor de la clase Shiratsuyu. Sirvió en la Armada Imperial Japonesa durante la Segunda Guerra Mundial. 

## Historia
El 7 de agosto de 1943, el Kawakaze se encontraba realizando un transporte de tropas con destino a Kolombangara. En la Batalla del Golfo de Vella fue hundido por el ataque combinado con torpedos y fuego artillero de los destructores estadounidenses USS Dunlap (DD-384), USS Craven (DD-382) y USS Maury (DD-401) en la posición 07°50′S 156°54′E / -7.833, 156.900, entre su destino en Kolombangara y Vella Lavella, con 169 bajas, la casi totalidad de su dotación, incluyendo a su capitán, Yoshio Yanase.